# Ars Cantus

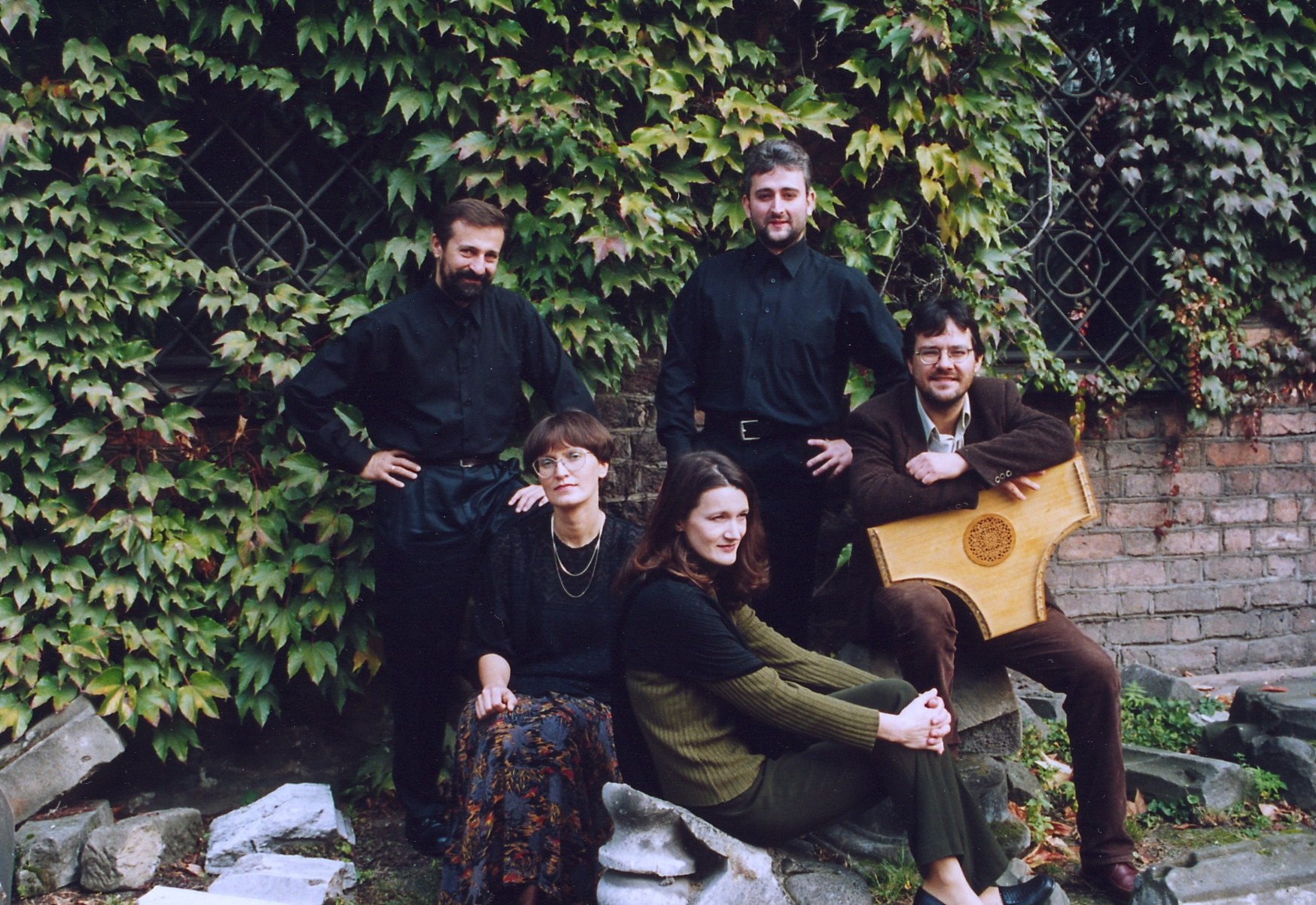
Il Dolcimelo

Ars Cantus – polski zespół muzyczny wykonujący muzykę dawną. Zespół powstał w roku 2000 (początkowo pod nazwą Il Dolcimelo) jako grupa wokalna związana z Wrocławskimi Kameralistami, pracująca pod kierownictwem artystycznym Tomasza Dobrzańskiego.
Ars Cantus wykonuje muzykę dawnych epok od średniowiecza, (pieśni średniowieczne z rękopisu Carmina Burana, dramaty liturgiczne Ludi Sancti Nicolai) do wczesnego baroku (Salomone Rossi – muzyka dworu i synagogi).

## Skład zespołu
- Tomasz Dobrzański – kierownictwo artystyczne, flety, szałamaje, mandora
- Monika Wieczorkowska – śpiew
- Aleksandra Hanus - śpiew
- Radosław Pachołek – śpiew
- Maciej Gocman – śpiew
- Piotr Karpeta – śpiew
- Ewa Prawucka – pozytyw, regał

## Programy
- Serena mente jubilo – muzyka wielogłosowa z najdawniejszych źródeł śląskich. Utwory z rękopisów śląskich Biblioteki Uniwersyteckiej we Wrocławiu: XIV-wiecznego fragmentu żagańskiego, rękopisu z Zielonej Góry, XV-wiecznych rękopisów wrocławskich: tabulatury i fragmentu widowiska pasyjnego z klasztoru Dominikanów we Wrocławiu, rękopisu z kościoła św. Elżbiety we Wrocławiu oraz Śpiewnika Głogowskiego (Biblioteka Jagiellońska).
- Musica Rediviva – Z wrocławskich druków muzycznych wieków XVI i XVII
- Musica Figurata – ze zbiorów muzycznych Biblioteki Uniwersytetu Wrocławskiego
- Musica Divina – utwory z rękopisu III 8054 Biblioteki Narodowej – rękopis Krasińskich
- Salomone Rossi – muzyka dworu i synagogi
- Carmina Burana – Pieśni z Beuren, oryginalne pieśni z XIII wiecznego rękopisu
- Guillaume de Machaut – Miłość i Melancholia – ballady, ronda, motety
- Cancionero Musical de Palacio – muzyka hiszpańska złotego wieku
- Ludi Sancti Nicolai – średniowieczne mirakle o św. Mikołaju
- Emilio de’Cavalieri – Lamentationes Hieremiae Prophetae cum Responsoriis Officii Hebdomadae maioris, 1599
- Kodeksy Trydenckie – muzyka rezydencji biskupich w XV wieku
- Schmerzhafter Lieb und Kreutz-Weg – Krzeszowska Książka Pasyjna

## Nagrody i nominacje
- Nagroda im. Adama Jarzębskiego „Dla najlepszego wykonawcy na XX Festiwalu Muzyki Dawnej na Zamku Królewskim w Warszawie” w roku 2011
- Nominacja do nagrody Fryderyk 2006 za płytę Musica Divina – utwory z rękopisu Krasińskich
- Nominacja do nagrody Fryderyk 2005 za płytę Musica Figurata we Wrocławiu i na Śląsku w wiekach XIV i XV
- Nominacja do nagrody Fryderyk 2003 za płytę Musica Rediviva z wrocławskich druków muzycznych XVI i XVII wieku
- Wrocławska Nagroda Muzyczna za płytę Musica Rediviva z wrocławskich druków muzycznych XVI i XVII wieku (2003)
- Nagroda im. Zofii Rayzacherowej na XI Festiwalu Muzyki Dawnej na Zamku Królewskim w Warszawie za wykonanie średniowiecznych pieśni ze zbioru „Carmina Burana” (2001)

## Dyskografia
- 2002 – Suita staropolskich kolęd (Luna Music)
- 2003 – Musica Rediviva – z wrocławskich druków muzycznych XVI i XVII wieku (CD Accord Music Edition)
- 2004 – Musica Figurata – najdawniejsze zabytki muzyki wielogłosowej na Śląsku] (DUX)
- 2005 – Divina – utwory z rękopisu Krasińskich] (BeArTon)
- 2010 – Petrus Wilhelmi de Grudencz – muzyka wieku XV
- 2012 – Musica Gratulatoria – muzyka na ceremonie ślubne z wrocławskich druków z XVI i XVII wieku
- 2015 – Kodeks Wrocławski